# Cerro Cementerio
Der Cerro Cementerio (deutsch Friedhofsberg) ist ein Berg in Uruguay.
Er befindet sich im Departamento Tacuarembó in der Nähe von Valle Edén. Der 255 m hohe Berg gehört dabei zur Hügelkette Cuchilla de Haedo.
Der Name des Berges leitet sich von den von der einheimischen Bevölkerung in den Fels geschlagenen Wegen, Stufen und Grabstätten ab, die von hohem archäologischem Wert sind.